# T-721
La T-721 est voie rapide urbaine de 3,5 km environ qui relie la zone industrielle Rui Clar au nord de Tarragone au Port de Tarragone via la rocade de l'agglomération (A-7).
Elle permet d'accéder directement au port sans traverser la ville depuis l'A-7 située tout près de la zone industrielle Rui Clar.
De plus c'est une voie rapide qui permet la desserte du port industriel de Tarragone. En effet plusieurs Cargo en provenance où à destination du port desserve le port à cause notamment de l'explosion du trafic de ces dernières décennies.

## Tracé
- Elle débute dans la zone industrielle Rui Clar au nord Tarragone pour ensuite croiser l'A-7.
- Elle croise la C-31B qui relie la capitale de la province à Salou.
- Elle se termine devant la gare d'entrée du port réserver au véhicules autorisés.